# IV dinastia egípcia
```
   |-
       |
Erro:
:  
valor não especificado para "
nome_comum
"

   |-
       | 
Erro:
:  
valor não especificado para "
continente
"
```

A IV dinastia egípcia, caracterizada a "Idade do Ouro", foi a segunda das quatro dinastias que formaram o Antigo Império, que durou c. 2 613 até 2 494 a.C..
Esta dinastia é marcada por um período de riqueza e esplendor, caracterizando-se os seus monarcas por uma tal paixão de monumentos a si próprios que, nesse grau, nunca homens antes ou depois tiveram oportunidade de alimentar ou satisfazer.  Foram os faraós Quéops e Quéfren e Miquerinos dessa quarta dinastia que levantaram as vastas massas da grande, da segunda e da terceira pirâmides, em Gizé. A grande tem 137 metros de altura e os seus lados, 213 metros. Calcula-se o seu peso em 4 883 000 toneladas.
Seneferu, o primeiro faraó da IV dinastia, detinha o território da antiga Líbia, no oeste, até a Península do Sinai, no leste, e Núbia, no sul. Foi um período de sucesso e esta época é conhecida por seu avanço e governo concentrado, como se pode ver na construção organizada de pirâmides e outros monumentos.
O conhecimento do Império Antigo vem principalmente dessas estruturas e objetos descobertos nos cemitérios do deserto de Gizé.

## História

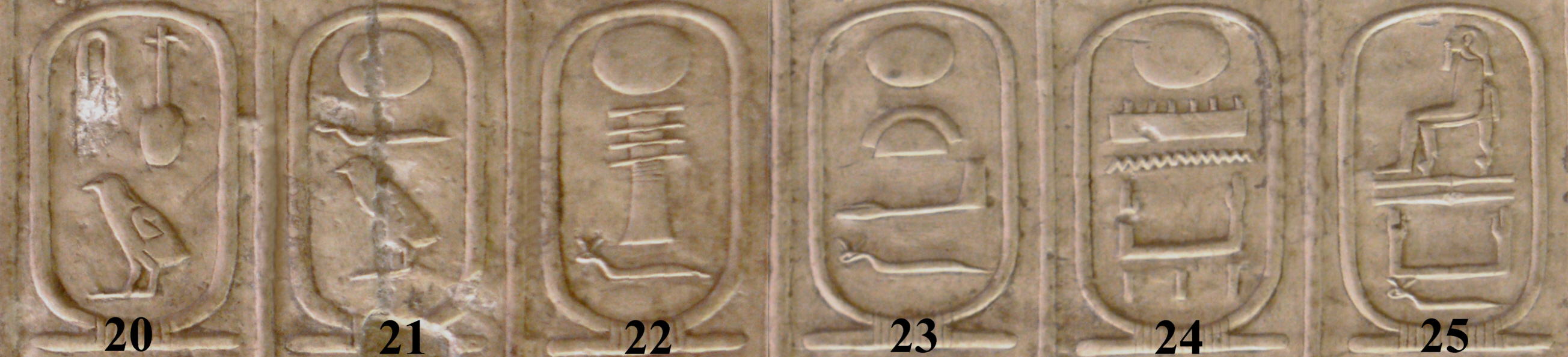
Cartuchos reais de 20 a 25. Os nomes dos reis são (da esquerda para a direita): Seneferu, Quéops, Ratoises, Quéfren, Miquerinos, Seberquerés

### Seneferu

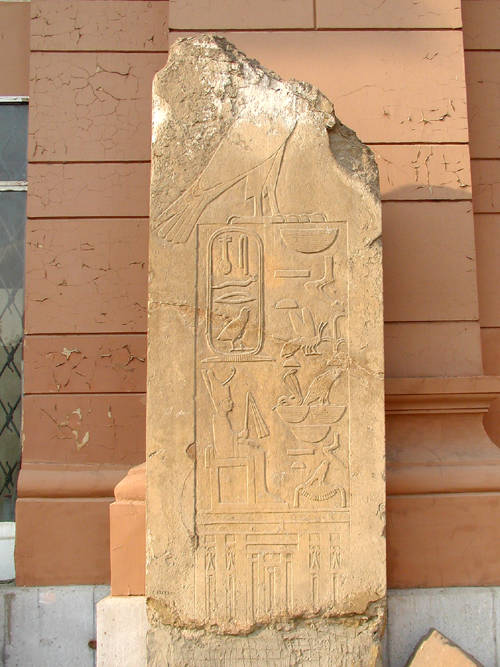
Estela de Seneferu encontrada na Pirâmide Curvada. Atualmente exposto no Museu Egípcio do Cairo.

Seneferu foi o primeiro faraó e fundador da IV dinastia, sendo provavelmente filho de Huni, o último faraó da III dinastia, e da rainha  Meresanque I, e se casou com sua meia-irmã Heteferés I e outras duas rainhas. Com a primeira rainha, teve vários filhos como Nefermaate, Raotepe e Ranofer. Heteferés gerou apenas um filho chamado Quéops. A terceira esposa deu talvez dois filhos, cujos nomes eram Canefer e Ancafe. Embora os monarcas da IV dinastia serem descendentes dos monarcas da III dinastia, o historiador Manetão pôs a dinastia como separada, pois Seneferu vem de linhagem real diferente.
Ele foi responsável pela transformação da Pirâmide de Meidum em uma pirâmide 'real'. Além disso, ele também construiu as pirâmides Curvada e Vermelha em Dachur. A Pirâmide de Meidum há muito é considerada o nome de Huni, mas como o nome de Huni nunca foi mencionado neste monumento, parece que também foi construído por Seneferu. Ou seja, em qualquer caso, o maior grupo da pirâmide foi construído durante o reinado de Seneferu.

### Quéops

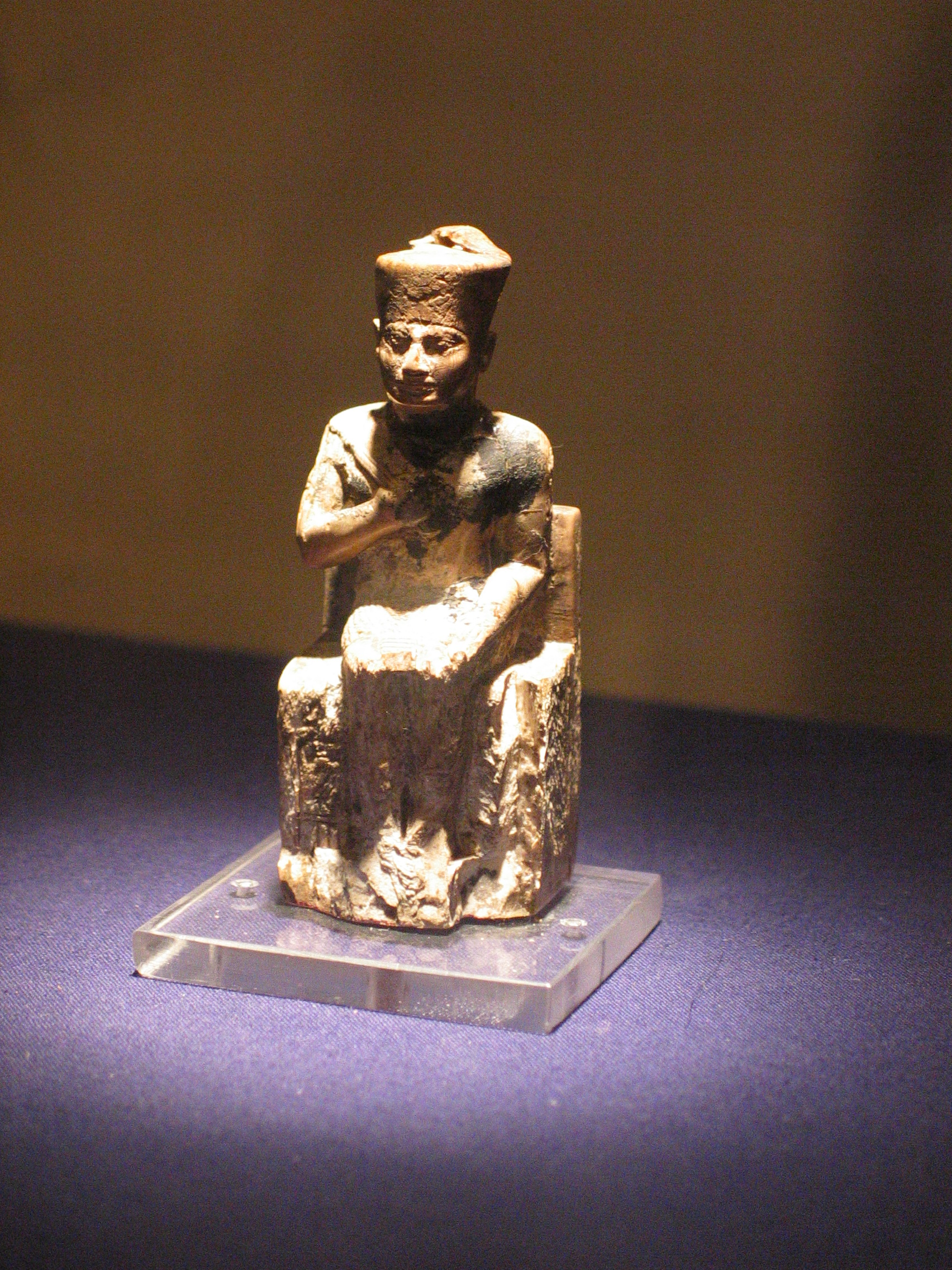
Estatueta de Quéops no Museu do Cairo

Após a morte de Seneferu, Quéops, em seu reinado, construiu a maior pirâmide no planalto de Gizé ao norte do cemitério de Mênfis. Os grafites deixados pelos trabalhadores em uma sala de socorro acima do túmulo, assim como alguns documentos administrativos de seu reinado, sem dúvida ligavam Quéops a esta pirâmide. As outras duas pirâmides de Gizé foram construídas pelo filho e o neto de Quéops, Quéfren e Miquerinos.
Ele também construiu um monumento fúnebre longe do de seu pai, e a atividade da construção foi transferida de Dachur para Gizé, ao norte de Mênfis. Foi lá que ele construiu a maior pirâmide, a chamada Grande Pirâmide de Gizé.

Embora seja um faraó tirano e impiedoso, Quéops teve vários filhos, e entre eles esteve Ratoises, seu filho e sucessor, e Heteferés II, sua filha e rainha.

### Ratoises
Ratoises, ao assumir o trono, foi primeiro faraó a utilizar o título de "Filho de Rá", já que era fiel ao deus sol. Entretanto, não foi o suficiente pra aliviar o clima de inquietação desde sua ascensão. Apesar de ser listado no Cânone de Turim, na Lista Real de Abidos e na Tabuleta de Sacará, alguns historiadores gregos ignoram o reinado de Ratoises, pondo o faraó como um usurpador. Ratoises, ao contrário de seus predecessores, fez sua pirâmide longe de Gizé, ou seja, em Abu Rauas, mas não ficou completa, o que motivou o reinado curto. Tal fato dele ser sucedido por seu irmão Quéfren e não pelo seu filho e a mudança de local da construção de sua pirâmide deve ser por causa de uma possível luta dinástica entre os descendentes de Quéops.

### Quéfren

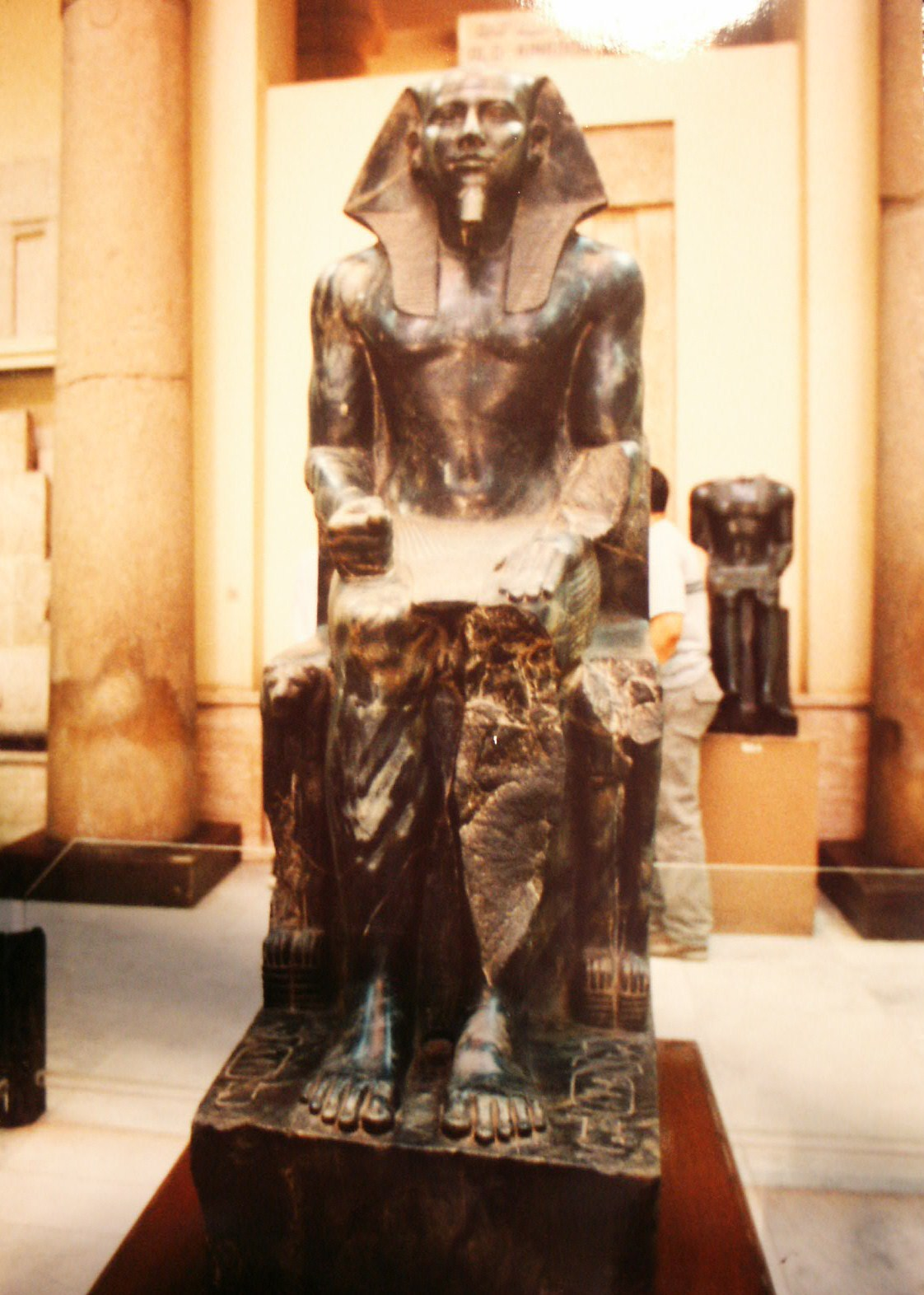
Estátua de diorito mostrando Quéfren Entronizado.

Entre os três principais faraós que criaram suas pirâmides na necrópole, Quéfren foi o responsável pela construção da Grande Esfinge de Gizé. Sua pirâmide é quase tão alta quanto a de Quéops, contudo é menor, e possui apenas 15 metros a menos na base e tem uma inclinação abrupta. Há, porém, argumentos de que a Grande Esfinge foi erguida por seu irmão Ratoises. A esfinge de Quéfren é bem conhecida e mais próxima de seus submissos, e devido ao problema de manutenção de registros, é mais difícil determinar qual foi construída primeiro.

### Miquerinos

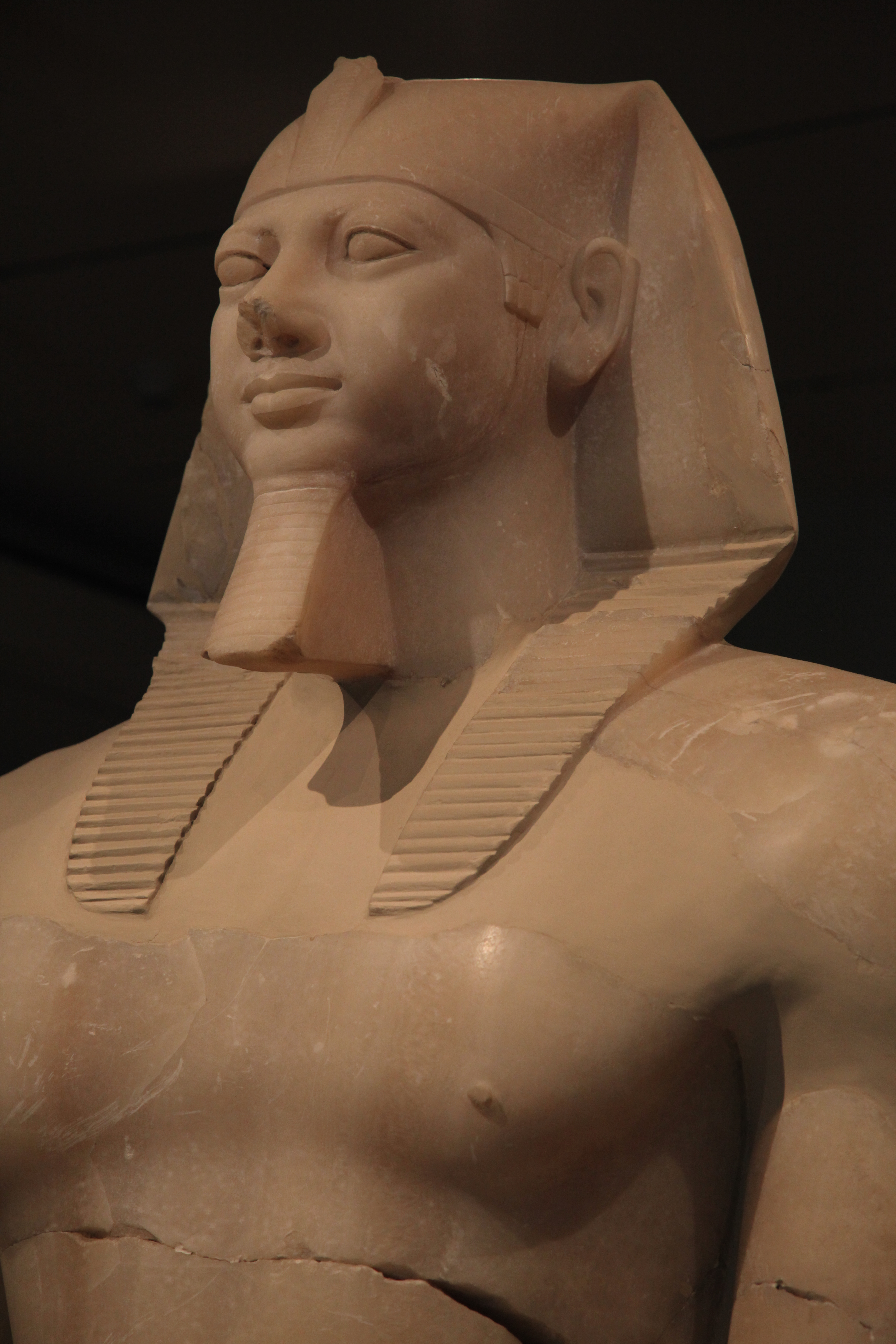
Estátua colossal de alabastro de Miquerinos

Herdeiro de Quéfren, Miquerinos foi o último dentre os três faraós principais que construíram suas pirâmides na Necrópole, com sua pirâmide sendo menor e mais simplificada por ser feita de granito. Nela foi contida 200 estátuas de ardósia que foram descobertas. Era tido como um governante justo e benevolente, causando nos egípcios uma certa admiração. A administração em seu reinado foi próspera, o que incentivou as relações diplomáticas e o comércio exterior.
Durante algumas escavações em seu templo mortuário, foi encontrado um sarcófago com restos de um corpo mumificado, o qual foi levado pra fazer uma análise em Londres. Contudo, o barco que o transportava acabou naufragando na costa de Portugal, perdendo assim o sarcófago e a possível identidade de Miquerinos.

### Seberquerés
Seberquerés é geralmente aceito como o último rei da IV dinastia, sucedendo a Miquerinos. Não há evidências conclusivas de quem é sua mãe, embora se acredite que ele era filho de uma rainha menor. Quem era sua esposa também é desconhecido. Seberquerés quebrou a cadeia de construção da pirâmide pelos cinco reis anteriores. Em vez de uma pirâmide triangular, ele escolheu construir um bloco retangular, comumente conhecido como Mastabate Alfiraune (lit.  "Banco do Faraó"). Da mesma forma, no entanto, pouca escrita foi encontrada dentro de sua tumba e ele foi enterrado em termos muito simples.

## Faraós com colocações problemáticas

### Biquéris
Dentro da cronologia da IV dinastia, há exceção de dois reis. Dentre eles, há o primeiro faraó com colocação problemática o qual é listado entre Quéfren e Miquerinos cujo nome era Biquéris (ou Bacaré) na maioria das listas de reis. O Cânone está danificado neste momento, mas inseriu um rei, com nome perdido, entre Quéfren e Miquerinos. A inscrição hierática encontrada dentro ou perto da pirâmide incompleta de Zauiete Ariane pode ser Bacá. Nesse caso, parece que não temos apenas evidências da existência desse rei de vida curta, mas também do monumento que ele construiu. Também é possível que este Baca(ré) seja filho de Ratoises.

### Tanfétis
Considerado o último faraó da IV dinastia pelo historiador Manetão, Tanfétis é o segundo rei com colocação problemática.  Para Manetão, Tanfétis reinou nove anos após a morte de Seberquerés. O grande problema entre os estudiosos é o nome helenístico posto pelo historiador grego, já que o nome do faraó havia se perdido ao longo do tempo. O provável nome egípcio indicado por estes estudiosos é Jedefeptá ou Ptajedefe. Mais tarde, segundo o egiptólogo Patrick F. O'Mara, nenhuma das tumbas da elite em Gizé e Sacará menciona o nome de Tanfétis nas inscrições.
Novamente, o Cânone de Turim é danificado, mas havia espaço suficiente entre Seberquerés e Userquerés, da V dinastia, para o rei usar. Nem as inscrições ou monumentos do final da IV dinastia podem ser associados a este nome.

## Lista de faraós
| Faraós      | Nome de Hórus (trono) |  | Reinado              |
| ----------- | --------------------- |  | -------------------- |
| Seneferu    | Nebemaate             |  | 2 613–2 589 a.C.     |
| Quéops      | Mejedu                |  | 2 589–2 566 a.C.     |
| Ratoises    | Queper                |  | 2 566–2 558 a.C. (?) |
| Quéfren     | Useribe               |  | 2 558–2 532 a.C.     |
| Miquerinos  | Caquete               |  | 2 532–2 503 a.C.     |
| Seberquerés | Xepsesquete           |  | 2 518–2 510 a.C. (?) |

## Cronologia dos faraós
Faraós da IV dinastia